# Николай (Антониу)
Митрополи́т Никола́й Антони́у (греч. Μητροπολίτης Νικόλαος Αντωνίου; род. 20 марта 1944, Каир, Египет) — епископ Александрийской Православной Церкви, митрополит Гермопольский, ипертим и экзарх Первого Египта.

## Биография
В 1974 году получил степень по машиностроению в Хелуанского университета в Каире.
В 1980 году он был рукоположён во диакона, в 1983 г. — во пресвитера.
В 1988 году окончил Православный университет Святого Иоанна Дамаскина при Баламандском монастыре в Ливане.
В 1992 году возведён в сан архимандрита.
18 марта 2001 года поставлен в митрополита Гермопольского и был назначен патриаршим епитропом для окормления арабоязычных верующих Египта с кафедрой в Танте.